# Weerhuisje (paddenstoel)
Het weerhuisje (Astraeus hygrometricus) is een vrij zeldzame paddenstoel uit de familie Diplocystaceae. De soort komt vooral in voor in lichte, warm gelegen bossen op een zandbodem. In Nederland betreft het meestal parken, steenstorten en (spoor)bermen. Het gehele jaar door kunnen exemplaren worden aangetroffen. De zwam is niet eetbaar.
De Nederlandse naam verwijst naar de hygroscopische (water absorberende) capaciteit van de zwam. Bij een toenemende luchtvochtigheid zal hij zich stervormig openen om het reservoir met sporen vrij te maken. Bij droogte sluit hij zich er weer omheen. Het ca. drie centimeter grote, bolletje is dun en glad van huid, heeft een grijs viltig oppervlak en een onregelmatig gevormde opening aan de bovenzijde. Het is gevuld met dunne draden en donker bruin sporenpoeder.
Het vruchtlichaam vormt zich ondergronds en is dan uivormig. Het splijt in 6 -16 slippen die zich omkrullen en zo het hele vruchtlichaam bovengronds duwen. Het is dan zo'n tien centimeter breed en lijkt veel op een aardster. De ster heeft een onregelmatig gebarsten oppervlak en is vaalbruin tot donkerbruin, maar lichter in de barsten.
In Europa heeft het weerhuisje vooral een mediterrane verspreiding. De soort staat als bedreigd op de Nederlandse Rode Lijst (paddenstoelen) van 2008.